# كيت ميخائيل
كيت ميخائيل (بالإنجليزية: Kate Michael)‏ هي متسابقة ملكة الجمال أمريكية، ولدت في 7 مارس 1982 في ليلبورن في الولايات المتحدة.